# Zeuctoboarmia smithi
Zeuctoboarmia smithi là một loài bướm đêm trong họ Geometridae.